# 建勲神社 (天童市)
建勲神社（たけいさおじんじゃ）は、山形県天童市にある神社。旧社格は県社。江戸時代後期から明治時代初期に流行した藩祖を祀った神社のひとつ。

## 祭神
- 織田信長命 - 天童藩主・織田氏の祖先として祀られる

## 歴史
天童織田家は、織田信長の次男・信雄の子孫で、信雄の四男・信良を祖とする。子孫は上野国小幡藩から出羽国高畠藩と渡ったのち、天童に陣屋を移した。
当初は天童藩知藩事の織田信敏が東京の私邸内に「織田社」と称して祀っていたが、明治2年（1869年）11月8日に神祇官より「健織田社」（たけしおりたのやしろ）という神号が下賜された。この健織田社を明治3年（1870年）9月13日に天童市の城山（現 舞鶴山）山頂へ分祀したのが、建勲神社の起源である。
同年（1870年）10月17日、健織田社は太政官の通知により「建勲社」へと改称し、太平洋戦争終結までこの名称は使われた。
明治17年（1884年）に現在地に遷座した。これは当初建てられた舞鶴山山頂の社への道のりが急で転落事故が起きるなど不便があったためで、平坦な舞鶴山山腹が選ばれた。
明治6年（1873年）5月22日、旧社格において県社に列した。

## 現地情報
所在地
- 山形県天童市天童字城山1043

交通アクセス
鉄道
- JR東日本山形新幹線・奥羽本線 天童駅から、南東へ徒歩10分

車
- 駐車場：あり
  - 東北中央自動車道 天童ICから、東へ5分
  - 山形自動車道 山形北ICから、北へ10分